# Poliziotti per forza
Poliziotti per forza è un film statunitense del 1942, diretto da Bernard B. Ray, con Harry Langdon.

## Trama
Alf e Bert, due fattorini di un quotidiano, hanno perso il lavoro e decidono quindi di improvvisarsi reporter per seguire la vicenda di una efficientissima mitragliatrice di recente invenzione. Si introducono quindi a casa del suo creatore, Randall, facendosi assumere come personale di servizio. Nello stesso tempo anche Jerry Fitzgerald, giornalista del medesimo quotidiano, nonché innamorato di Florence, la figlia di Randall, si presenta, sotto mentite spoglie, per carpire ulteriori novità rispetto alla nuova arma.
Anche altre persone sono interessate al mitragliatore, e ciascuno trova un modo per avvicinare l’inventore. Ci sono diversi tentativi di impossessarsi dell’arma che, una notte, viene vegliata e custodita da Alf e Bert, mentre compare sulla scena una copia del mitragliatore, che viene rubata.
Alf e Bert riusciranno a portare al sicuro l’arma.